# Buddhistische Philosophie
Buddhistische Philosophie befasst sich ausführlich mit Problemen der Metaphysik, Phänomenologie, Ethik, Erkenntnistheorie und Systemtheorie. Dem Anspruch nach soll sie dabei nicht auf ontologische oder metaphysische Spekulationen zurückgreifen, die durch empirische Ansätze auf Basis der Sinnesorgane gewonnen werden.
Buddha soll eine ablehnende Haltung gegenüber spekulativem Denken im Allgemeinen eingenommen haben. Ein Grundgedanke des Buddha ist es, dass die Welt in prozeduralen Begriffen gedacht werden sollte. Er empfahl, die Realität als aus abhängig entstandenen Erscheinungen anzusehen. In buddhistischen Traditionen werden die Extreme der Verdinglichung und des Nihilismus vermieden.
Aspekte der buddhistischen Philosophie waren oft Gegenstand von Streitigkeiten zwischen unterschiedlichen Schulen des Buddhismus. Während eine Theorie um ihrer selbst willen im Buddhismus als wertlos angesehen wird, steht eine Theorie im Interesse der Erleuchtung (Bodhi) mit buddhistischer Ethik und buddhistischen Wertvorstellungen in Einklang.

## Philosophie

### Historischer Kontext
Der Buddhismus zählt zu den heterodoxen Systemen der indischen Philosophie, von denen die Autorität der Veden nicht akzeptiert wird. Zu ihm gehören u. a. folgende Strömungen:
1. Theravada bzw. Vibhajjavada, die „Schule der Unterscheidung“ (Theravada-Buddhismus als Schule des "Hinayana"-Buddhismus)[4]
2. Sarvastivada bzw. Vaibhashika, die „Schule des Alles-ist“ oder „Schule der ausführlichen Erläuterung“ (Hinayana-Buddhismus)
3. Sautrantika oder „Sutra-Schule“ ("Hinayana"-Buddhismus)
4. Yogācāra bzw. Vijñānavāda, die „Nur-Bewusstseins-Schule“ (Mahayana-Buddhismus)
5. Madhyamaka, die „Schule des mittleren Weges“ (Mahayana-Buddhismus)

Der frühe Buddhismus beinhaltet einen stark vom Skeptizismus beeinflussten Zug. Der Buddha warnte seine Anhänger, sich vom geistigen Disput um seiner selbst willen fernzuhalten, und betonte die Fruchtlosigkeit und die Gefahr der Ablenkung von der Praxis der Erleuchtung. Allerdings hatte die Lehre des Buddha eine wichtige philosophische Komponente: Sie negierte Hauptansprüche gegnerischer Positionen, während sie sich über eine neue philosophische und religiöse Ebene definierte. Auf skeptische Art und Weise behauptete Buddha die Unwirklichkeit des Ich entgegen den Weisen der Upanishaden, die Wissen von einem unveränderlichen letztlichen Selbst gesucht hatten. Der Buddha vertrat eine neue, gegensätzliche Position und hielt daran fest, dass Verhaftung an ein permanentes Selbst in dieser Welt der Veränderungen der Grund für das Leiden und das Haupthindernis für die Befreiung aus der Kette von Geburt, Tod und Wiedergeburt ist (im Hinduismus: Moksha, im Buddhismus: Nirwana). Auf gleiche Weise negierte er die Existenz einer höchsten Gottheit oder essenziellen Substanz. Die brahmanischen Theorien eines Absoluten kritisierte er als eine weitere Stufe der Verdinglichung. Stattdessen lehrte Buddha einen Pfad zur Selbst-Vervollkommnung als Mittel zur Überwindung des Samsara.
Der Buddha betrat Neuland, indem er auch den Grund für das scheinbare Ich erklärte: Es sei lediglich das Ergebnis der Aggregate oder Skandhas, d. h. der Empfindungen des materiellen Körpers mit seinen Sinnesorganen, der Gefühle, der Wahrnehmung, der Geistesformationen und schließlich des Bewusstseins, während im Hinduismus ein Ich-Bewusstsein (Ahamkara) im Bereich des mentalen Antahkarana beschrieben wird.
Der hinduistische Meister Shankara antwortete weit später mit der Advaita-Vedanta-Lehre (Philosophie der Nicht-Dualität und der Einheit der Seele mit Brahman), einer Bestärkung der Position des Atman (Atma-Bodha), und drängte den Buddhismus in Indien stark zurück. Sri Aurobindo als Vertreter des Sanatana-Dharma beschrieb Nirwana als „nicht der Übergang zum Nicht-Sein, sondern zu einem höheren Dasein“ und eine Stufe zu noch höheren Verwirklichungen.

### Erkenntnistheorie
Ausschlaggebend für den Unterschied zwischen Buddhismus und dem, was allgemein als Hinduismus bezeichnet wird, ist die Frage der erkenntnistheoretischen Rechtfertigung.
Alle Schulen der indischen Logik erkennen verschiedene Arten von gültigen Begründungen als Wissen oder Pramana (Quellen des Wissens) an. Der Buddhismus kennt eine Menge, die kleiner ist als die der anderen.
Alle akzeptieren zum Beispiel Wahrnehmung und Schlussfolgerung, aber für einige Schulen des Hinduismus und des Buddhismus ist die empfangene Text-Tradition eine erkenntnistheoretische Kategorie gleich der Wahrnehmung und Folgerung.
So wird in den Hindu-Schulen eine Behauptung, die nicht durch ein Zitat des Textkanons begründet werden konnte, als so lächerlich angesehen wie eine Behauptung, dass der Himmel grün sei, und umgekehrt, eine Behauptung, die nicht mit konventionellen Mitteln erhärtet werden konnte, konnte evtl. trotzdem noch durch textuelle Referenz erhärtet werden, im Unterschied zur Erkenntnistheorie der exakten Wissenschaft.
Einige Schulen des Buddhismus lehnten andererseits eine starre Ehrfurcht vor der anerkannten Lehre ab.
Wie der Buddha nach den kanonischen Schriften sagte:
- Akzeptiert nichts nur wegen der Tradition …
- Akzeptiert nichts nur weil es in Einklang mit ihren Schriften ist …
- Akzeptiert nichts nur weil es mit euren vorgefassten Vorstellungen übereinstimmt …
- Aber wenn ihr aus euch selbst wisst – diese Dinge sind moralisch, diese Dinge sind schuldlos, diese Dinge sind von den Weisen gelobt, diese Dinge führen zu Wohlbefinden und Glück – dann solltet ihr dementsprechend handeln.

Frühe buddhistische Philosophen und Exegeten einer bestimmten frühen Schule, die Sarvästivädins, die Gegner des Mahayana, schufen ein pluralistisches metaphysisches und phänomenologisches System, in dem alle Erfahrungen von Menschen, Dingen und Ereignissen in immer kleinere oder ontologische Wahrnehmungseinheiten genannt Dharmas aufgeteilt wurden.
Andere Schulen integrierten einige Teile dieser Theorie und die kritisierten andere.
Die Sauträntikas, eine weitere frühe Schule und die Theravadins, die einzige überlebende frühe buddhistische Schule, kritisierten die realistische Sicht der Sarvästivädins.
Der Mahayanist Nagarjuna förderte die klassische buddhistische Betonung der Phänomene des mittleren Weges und betonte die Gleichwertigkeit von bedingtem Entstehen und Leerheit und griff den Sarvastivada-Realismus und den Sautrantika-Nominalismus in seinem Hauptwerk 'Die grundlegenden Verse über den Mittleren Weg' an. Er lieferte eine detaillierte Ausarbeitung des Leerheitsbegriffes (Sanskrit śūnyatā) im direkten Zusammenhang mit dem Entstehen in Abhängigkeit (Sanskrit pratītyasamutpāda) sowie die Weiterentwicklung der Lehre von den 'Zwei Wahrheiten' (Sanskrit satyadvaya)

### Bedingtes Entstehen und Leere
Was viele Gelehrte als den ursprünglichen positiven buddhistischen Beitrag auf dem Gebiet der Metaphysik ansehen, ist 'bedingten Entstehens' (pratityasamutpada). Es stellt fest, dass Ereignisse weder vorbestimmt noch zufällig sind, und sie weist Vorstellungen unmittelbarer Verursachung zurück, die zwangsläufig durch eine substanzialistische Metaphysik untermauert werden.
Stattdessen setzt es auf die Entstehung von Ereignissen unter bestimmten untrennbaren Bedingungen, so dass die fraglichen Prozesse zu keinem Zeitpunkt als Entitäten gelten. Das Konzept des bedingten Entstehens führt weiter aus, dass bestimmte Ereignisse, Konzepte oder Realitäten immer abhängig von bestimmten anderen Dingen sind.
Demnach ist beispielsweise Verlangen abhängig und hervorgerufen durch Emotion; Emotion abhängig vom Kontakt mit unserer Umgebung. Der Buddhismus sieht daher das Leiden am Ende einer Kausalkette deren Bestandteil das Verlangen und die Begierde ist.
Nagarjuna behauptet es bestehe eine direkte Verbindung zwischen und auch eine Abhängigkeit der Entstehung bzw. sogar eine Identität zwischen Anatta und Shunyata. Im frühen buddhistischen Konzept der abhängigen Entstehung, sei der "Mangel an einem wesentlichen Sein" (Anatta) stillschweigend inbegriffen. Den Teilnehmern der Entstehung, liege der als Leere (sunyata) bezeichneter Zustand oder auch die Leere einer essenziellen Natur (Svabhava oder Selbst-Natur) zugrunde.
Auch das Herz-Sutra oder 'Sutra der höchsten Weisheit', in dem die Leerheit der Formen betont wird (Form ist Leere, Leere ist Form), wurde als knappste Zusammenfassung der sogenannten Prajñāpāramitā (Weisheit des anderen Ufers)-Literatur von Nagarjuna entscheidend geprägt.
Im zum Prajñāpāramitā zählenden Diamant-Sutra lehrt der Buddha die Existenz von zwei Wirklichkeiten bzw. zwei Wahrheiten:
1. einerseits die Welt der Form, die Welt der sinnlich erfahrbaren Phänomene, die Welt der in Zeichen und Begriffen geronnenen trügerischen, da einseitigen, Wahrnehmungen und
2. auf der anderen Seite: die Welt der Leerheit (Shunyata), eine Sphäre jenseits der Form, jenseits von Geburt und Tod, Anfang und Ende, Selbst und Nichtselbst und jenseits aller Begriffe. Form und Leerheit sind aber letztlich eins und eine Frage der Vorstellung bzw. Wahrnehmung.

### Verflechtung
'Gegenseitige Durchdringung' oder 'Verschmelzen' (Wylie: zung 'jug; Sanskrit: yuganaddha;): Diese Lehre stammt aus dem Avatamsaka-Sutra, einer Mahayana-Schrift, und den damit verbundenen Schulen. Sie besagt, dass alle „Phänomene“ (Sanskrit: Dharmas) eng miteinander verbunden sind und ineinander enthalten sind. Zwei Bilder werden verwendet, um diese Idee zu vermitteln:
Die erste ist als Netz Indras bekannt. Das Netz ist mit Edelsteinen besetzt, die die außergewöhnliche Eigenschaft besitzen, dass sie alle anderen Edelsteine widerspiegeln. (Buch 28, Das Buch von der Wunderbarkeit des Buddha)
Das zweite Bild ist das des 'Welt-Textes'. Dieses Bild zeigt die Welt als aus einem enormen Text bestehend, der so groß wie das Universum selbst ist. Die Worte des Textes sind aus den Erscheinungen gebildet, die die Welt ausmachen. Jedoch enthält jedes Atom der Welt den gesamten Text in sich. Es ist das Werk eines Buddha den Text so herauszulassen, dass Wesen vom Leiden befreit werden können.
Die upaya – Lehre von der Durchdringung beeinflusste den japanischen Mönch Kukai, der die Shingon-Schule des Buddhismus gründete.
Verflechtung und Essenz-Funktion informieren sich gegenseitig in den ostasiatischen buddhistischen Traditionen, vor allem in der koreanischen buddhistischen Tradition. Die Upaya-Lehre von der Durchdringung wird ikonographisch vom Yab-Yum vertreten.

### Ethik
Obwohl es viele ethische Grundsätze (Vinayapitaka) im Buddhismus gibt, die sich unterscheiden, je nachdem, ob man ein Mönch oder ein Laie ist, und die auch von Schule zu Schule variieren, kann man die buddhistische Ethik im achtfachen mittleren Pfad zusammenfassen (Samyutta-Nikaya LVI.11).
'Und dies, ihr Mönche, ist die edle Wahrheit des Weges der Praxis, die zur Beendigung des Leidens führt – genau dieser Edle Achtfache Pfad: 'rechte Erkenntnis, rechte Absicht, rechte Rede, rechtes Handeln, rechter Lebensunterhalt, rechte Anstrengung, rechte Achtsamkeit, rechte Konzentration (Pali: samma)'.
Der Zweck eines ethischen Lebens ist es, dem inhärenten Leiden des Samsara zu entkommen.
Geschickte Aktionen konditionieren den Zustand des Geistes in einer positiven Art und Weise und führen zu zukünftigem Glück, während das Gegenteil für ungeschickte Handlungen wahr ist.
Ethische Disziplin sorgt auch für die mentale Stabilität und zur Freiheit, mit mentaler Kultivierung über Meditation zu beginnen.
Buddha lehrte, dass durch Einsicht in die Natur der Existenz und die Weisheit des „Nicht-Selbst“ oder „Selbst-Losigkeit“ (anatta) alle fühlenden Wesen, die dem edlen achtfachen Pfad folgen, die Unwissenheit vertreiben und damit auch das Leiden. Somit dreht sich der Buddhismus nicht um das Konzept eines Schöpfergottes, sondern um die persönliche Praxis von Ethik, Meditation und Weisheit.
Ein Beispiel der angewandten Ethik ist der Medizinbuddha, dessen Funktion es ist, Lebewesen von den 'drei Geistesgiften' zu heilen. Die Unwissenheit über die Nichtexistenz eines Ichs (tib. Ti-mug) ist die wichtigste Ursache allen Leidens. Solange der Mensch das Ich-Bewusstsein besitzt, trägt er die Krankheit inhärent mit sich. Aus diesem Ich-Bewusstsein heraus entsteht die Anhaftung und die Ablehnung.
Die wichtigste Krankheitsursache aus buddhistischer Sicht liegt daher in der Geisteshaltung. Gier und Anhaften, Wut und Hass, sowie die Illusion, an eine den Dingen innewohnende Wirklichkeit zu glauben, werden mit spezifischen Krankheitsmustern in Verbindung gebracht, sie führen zu einem Ungleichgewicht der Elemente und der drei Körperprinzipien.

## Philosophie oder Religion
Buddhismus kann entweder als eine praktische und spirituelle Philosophie oder eine glaubensbasierte Religion angesehen werden. In den süd- und ostasiatischen Kulturen, in denen sich der Buddhismus entwickelte, ist die Unterscheidung zwischen Philosophie und Religion nicht immer stark präsent. Als solches ist die Notwendigkeit, den Buddhismus zu klassifizieren eher ein semantisches Problem.
Die Befürworter der Ansicht, dass der Buddhismus eine Philosophie sei, argumentieren, (a) dass der Buddhismus nicht-theistisch ist, da er keine besondere Verwendung für die Existenz oder Nicht-Existenz eines Gottes oder von Göttern hat, und (b), dass die Religion Theismus mit sich bringt, was von Befürwortern der alternativen Ansicht, dass der Buddhismus eine Religion ist, bestritten wird.
Vornehmlich im Mahayana verzweigt sich ein großes Pantheon von Buddhas und Bodhisattvas, von denen viele auch Hindu-Gottheiten sind (Sarasvati, Lokeshvara), die als Objekt von Gebeten und der Meditation (tib. Yidam) dienen, und die Tathagatagarbha-Lehre kann daher auch in einem theistischen Sinne interpretiert werden.
Ein weiteres Argument für den Buddhismus als eine Philosophie ist, dass der Buddhismus nicht Lehren im gleichen Sinne wie die anderen Religionen hat. Stattdessen bietet der Buddhismus spezifische Methoden für die Anwendung der philosophischen Prinzipien an, obwohl dies auch umstritten ist. Ungeachtet seiner formalen Gliederung, ist der Buddhismus eine Religion mit einem reichen philosophischen Gehalt.
Lama Anagarika Govinda drückte es in 'Ein lebender Buddhismus' für den Westen wie folgt aus:
So könnten wir sagen, der Buddha-Dharma ist:
1. als Erfahrung und als ein Weg der praktischen Realisierung, eine Religion
2. als die intellektuelle Formulierung dieser Erfahrung, eine Philosophie
3. und als ein Ergebnis der Selbstbeobachtung und Analyse, eine Psychologie

Wer diesen Weg betritt, erwirbt eine Norm des Verhaltens, die nicht von außen diktiert wird, sondern das Ergebnis eines inneren Prozesses der Reifung ist und was wir – mit Bezug auf von außen – Moral nennen können.

## Geschichte

### Frühe Entwicklung
Bestimmte grundlegende Lehren erscheinen an vielen Stellen der frühen Texte, so dass die meisten Wissenschaftler schließen, dass der Buddha mindestens etwas in der Art
1. die drei Merkmale – Vergänglichkeit, Unzulänglichkeit, ohne eigentlichen Wesenskern
2. die fünf Aggregate – die Daseinsgruppen
3. Bedingtes Entstehen – Entstehen in Abhängigkeit
4. Karma und Wiedergeburt
5. Vier Edle Wahrheiten
6. Achtfacher Pfad – Weisheit, Sittlichkeit, Vertiefung
7. Nirwana – Austritt aus Samsara
8. Karuna – universelles Mitgefühl als Teil von Brahmavihara

gelehrt haben muss.
Einige Wissenschaftler haben andere Theorien vorgeschlagen.
Nach solchen Gelehrten gab es etwas wie den 'frühsten Buddhismus', den ursprünglichen Buddhismus oder pre-kanonischen Buddhismus (Ekayana).
Der Buddha wies bestimmte Vorschriften der indischen Philosophie zurück, die zu seinen Lebzeiten bekannt wurden.
Nach Ansicht einiger Wissenschaftler war die philosophische Anschauung des frühsten Buddhismus in erster Linie negativ in dem Sinne, dass sie sich mehr darauf konzentrierte, welche Lehren abzulehnen seien, als darauf, welche zu akzeptieren seien. Diese Dimension war auch in der Madhyamaka-Schule zu finden. Sie enthält kritische Zurückweisungen aller Ansichten, was eine Form von Philosophie ist, aber sie zögerte, ihre eigenen zu definieren. Nur das Wissen, das zum Erreichen der Erleuchtung nützlich ist, wird geschätzt.
Nach dieser Theorie begann der Zyklus der philosophischen Umwälzungen, die zum Teil zur Diversifizierung des Buddhismus in seine vielen Schulen und Sekten führten, erst als einmal Buddhisten anfingen zu versuchen, ausdrücklich die implizite Philosophie des Buddha und der frühen Lehrreden (Suttas) zu erstellen.
Nach dem Tode des Buddha wurden Versuche unternommen, seine Lehren zu sammeln und in einer gemeinsam vereinbarten Form, zunächst mündlich und dann auch in schriftlicher Form (Tripitaka: Vinaya oder Ordensregeln, Sutta oder Lehrreden, Abhidhamma, der dritte Teil des Pali-Kanons) zu überliefern.
Der Abhidhamma enthält auch den Begriff des Vijnana (Skt. viññāṇa), der das relative, auf die Welt bezogene Wissen beschreibt, welches durch die geistige Aktivität des Bewusstseins entsteht, das auch synonym zu Citta-vijnana (Geist oder erkennendes Bewusstsein) gebraucht wird.
viññāṇa ist auch einer der fünf klassischen erfahrenen Zustände und gehört als bekannteste Anwendung des buddhistischen Konzeptes des pratītyasamutpāda (Bedingtes Entstehen) zu den zwölf Nidānas (Avidyā – Unwissenheit ; Saṃskāra – mentale Formationen; Vijñāna – Bewusstsein; Nāmarūpa – Name und Form ; Ṣaḍāyatana – sechs Sinnestore; Sparśa – Kontakt; Vedanā – Empfindung; Tṛṣṇā bzw. Taṇhā – Verlangen oder Durst; Upādāna – Verhaftung; Bhava – Werden; Jāti – Geburt; Jarāmaraṇa – Alter, Zerfall und Tod) die den Ursprung der Phänomene offenbaren.

### Spätere Entwicklungen
Die wichtigsten buddhistischen philosophischen Schulen sind die Abhidharma-Schulen, der systematischen Lehrdarlegung, vor allem Theravada und Sarvastivada, und die Mahayana-Schulen. Letztere umfassen die Madhyamika, Yogacara, Huayan und Tiantai – Schulen.
Der schon im Theravada bekannte Bodhisattva wurde zu einer weiteren durch die 'vier unermesslichen Geisteshaltungen' (Brahmavihara) charakterisierten Symbolfigur.
Die spätere mahayanische Drei-Körper-Lehre des Trikaya erläuterte die drei Ebenen der Buddhaschaft.
Hinzu kam die tibetische Lehre vom Illusionskörper (tib. sgyu-lus) als Ergebnis äußerst fortgeschrittener Übungen der Vollendungsstufe (tib. rdzogs-rim, Vollendungsstufe) der höchsten Tantraklasse, des Anuttarayogas. Mit diesem Körper erlangt man die nichtkonzeptuelle Verwirklichung von Leerheit mit einem subtilsten Geist des 'Klaren Lichts'.
Der umstrittene Begriff der letztendlichen großen Leere erfuhr praktische Weiterentwicklungen. Das heutige Drikung-Kayü lehrt, dass die Leere vom Geist durchdrungen ist.

## Kataphatische Präsentationen
Die Tathagatagarbha-Lehre einiger Schulen des Mahayana-Buddhismus, die Theravada-Lehre von Bhavanga und das Yogachara-Speicher-Bewusstsein waren alle irgendwann einmal vom „leuchtenden Geist“ der Nikayas (Suttapitaka) gekennzeichnet.
Die Tathagatagarbha-Sutras bestehen in Abweichung von der etablierten buddhistischen Sprache darauf, dass das wahre Selbst sowohl im Herzen des Buddha selbst und im Nirvana liegt als auch verborgen innerhalb der Masse der geistigen und sittlichen Schadstoffe, die alle Wesen beschädigen.
Solche Lehren beabsichtigten eine Abkehr von einer weitgehend apophatisch-negativen philosophischen Strömung innerhalb des Buddhismus zu einem entschieden kataphatisch-positiven Modus.
Die Tathagatagarbha oder Buddha-Natur repräsentiert nach einigen Lehren kein substanzielles Selbst. Es ist mehr ein positiver Sprachausdruck von Sunyata und stellt die Möglichkeit dar, Buddhaschaft durch buddhistische Praktiken zu realisieren.
In dieser Interpretation ist die Absicht der Tathagatagarbha-Lehre, dass jedes fühlende Wesen das innewohnende strahlende buddhische Element bzw. die andauernde Anlage ein Buddha zu werden enthält, mehr soteriologischer als theoretischer Natur.
Das Wort Atman wird in diesen Sutras auf eine idionsynkratische Weise verwendet. Das „wahre Selbst“ wird beispielsweise als die Vollkommenheit der Weisheit des Nicht-Selbstes beschrieben. Das „wahre Selbst“ ist die Vollendung der beschriebenen Weisheit des Nicht-Selbstes, wie zum Beispiel im Buddha-Natur-Traktat.
Buddhisten weisen die Existenz eines Atman als unerwünscht ab, da sie glauben, es biete die psychologische Grundlage für die Anhaftung und Abneigung. Buddha bezeichnete den Atman im Majjhima-Nikaya/22 als eine unsinnige Lehre. Der Buddhismus sieht das scheinbare Selbst (unsere Identifikation als Seelen) als Greifen nach einem Selbst – d. h. insofern wir ein Selbst haben, haben wir es nur durch einen verblendeten Versuch, es zu stützen.
Mit der Lehre vom Nichtvorhandensein eines permanenten und unveränderlichen Selbsts Anatta (Sanskrit: anatman), welches zu den drei Daseinsmerkmalen gezählt wird, stellt der Buddhismus das Konzept des Atman als unnötig und gegenproduktiv zur Erklärung der Analyse von Aktion, Kausalität, Karma und Wiedergeburt dar. Buddhisten erklären diese und andere selbstbezogenen Phänomene mit Mitteln wie der zwölfgliedrigen Kette des pratitya-samutpada, den skandhas, und in einigen Schulen, mit pudgala, der Person, die Substanz und Träger des Kreislaufs der Wiedergeburten ist. Sprachbegriffe, die zuvor von essenzialistischen nicht-buddhistischen Philosophen benutzt wurden, wurden jetzt angepasst und von Buddhisten mit neuen Definitionen versehen, um die rechtgläubigen Lehren zu fördern.
Vor der Periode dieser Schriften war die Metaphysik des Mahayana von Belehrungen über die Leere nach der Madhyamaka-Philosophie des „mittleren Weges“ dominiert, dass die Welt und ihre Erscheinungen nicht wirklich sind, da sie immer nur aus verursachenden und selbst wesenlosen Bedingungen (pratītyasamutpādah) oder Voraussetzungen hervorgehen und folglich kein eigenständiges Sein in sich tragen.
Die im Anatta-Ansatz verwendete Sprache ist vor allem negativ, und das Tathagatagarbha-Genre der Sutras kann als Versuch, die orthodoxen buddhistischen Lehren des bedingten Entstehens mit positiver Sprache darzustellen, angesehen werden, um das Abwenden von Menschen vom Buddhismus durch einen falschen Eindruck des Nihilismus zu verhindern.
In diesen Sutras ist die Vollkommenheit der Weisheit des Nicht-Selbstes als das wahre Selbst dargestellt. Das ultimative Ziel des Weges wird dann charakterisiert unter Verwendung eines Bereichs von positiver Sprache, die in der indischen Philosophie zuvor von essenzialistischen Philosophen gebraucht worden war, die aber jetzt in ein neues buddhistisches Vokabular umgewandelt wurde, um ein Wesen zu beschreiben, das den buddhistischen Pfad erfolgreich abgeschlossen hat.

## Vergleich mit westlichen Philosophien
Baruch Spinoza, der für die Existenz einer dauerhaften Wirklichkeit eintrat, behauptet, dass jede Erscheinungswelt vergänglich ist. Nach seiner Meinung wird Sorge überwunden durch das Finden eines Objekts des Wissens das nicht vorübergehend und nicht kurzlebig ist, sondern unveränderlich ist, permanent, immerwährend. Der Buddhismus lehrt, dass ein solches Streben erfolglos sein muss.
David Hume schloss nach einer unerbittlichen Analyse des Geistes, dass Bewusstsein aus fließenden mentalen Zuständen bestehen muss.
Seine Bündel-Theorie ist ein sehr ähnliches Konzept wie die buddhistischen Skandhas, obwohl seine Ablehnung der Verursachung ihn zu entgegengesetzten Ergebnissen in anderen Bereichen führte.
Arthur Schopenhauers Philosophie weist von allen westlichen Lehren die wohl größte Übereinstimmung mit dem Buddhismus auf, vor allem hinsichtlich der Erkenntnis, dass alles Leiden in der Welt vom Begehren verursacht wird, und dieses deshalb nur durch eine (gemäßigte) Askese überwunden werden kann. Gleichwohl ist der von Schopenhauer als „Wille“ bezeichnete Lebensdurst (Tanha) im Buddhismus nur einer von mehreren vergänglichen Daseinsfaktoren, während er bei Schopenhauer das in Raum und Zeit erscheinende „Ding an sich“ darstellt.
Ludwig Wittgensteins „Wortspiele“ stimmt überein mit der Warnung vor intellektueller Spekulation als Ablenkungsmanöver, wie das Gleichnis vom Giftpfeil.
Friedrich Nietzsche, der dem Buddhismus als einer weiteren Form des Nihilismus ablehnend gegenüberstand, entwickelt seine Philosophie der Annahme des Lebens wie es ist und der Selbst-Kultur, die dem Buddhismus sehr ähnlich und dem Westen besser verständlich war.
Martin Heideggers Ideen über das Sein und das Nichts werden von einigen als dem Buddhismus ähnlich angesehen.
Eine alternative Annäherung des Vergleichs des buddhistischen Denkens mit der westlichen Philosophie ist es, den Begriff des mittleren Weges im Buddhismus als ein entscheidendes Werkzeug für die Beurteilung der westlichen Philosophie zu verwenden. Auf diese Weise können westliche Philosophien in buddhistischen Begriffen wie Ewigkeitsglaube oder Nihilismus eingestuft werden.